# Exalloniscus rotundatus
Exalloniscus rotundatus är en kräftdjursart som beskrevs av Stefano Taiti och Franco Ferrara 1986. Exalloniscus rotundatus ingår i släktet Exalloniscus och familjen Oniscidae. Inga underarter finns listade i Catalogue of Life.